# Sariyoso
Sariyoso is een bestuurslaag in het regentschap Wonosobo van de provincie Midden-Java, Indonesië. Sariyoso telt 1694 inwoners (volkstelling 2010).